# Janusz Krupski

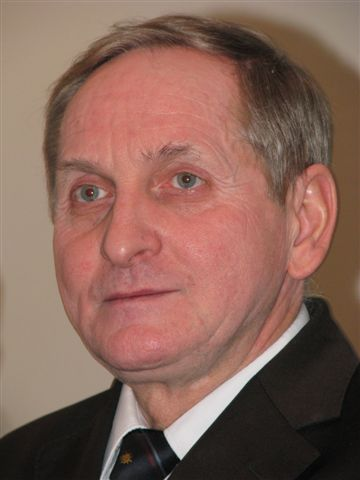
Janusz Krupski im Jahr 2008

Janusz Krupski (* 9. Mai 1951 in Lublin; † 10. April 2010 in Smolensk, Russland) war ein polnischer Historiker und Dissident in der Volksrepublik Polen. Er wird zu den Pionieren des unabhängigen Verlagswesens in den Zeiten der ehemaligen Volksrepublik gezählt.

## Leben
In den Jahren von 1970 bis 1975 studierte Krupski Geschichte an der Katholischen Universität in Lublin. 1976 trat er dem Klub der katholischen Intelligenz in Warschau bei. Im Zeitraum von 1977 bis 1988 redigierte er die im Untergrund erscheinende Wochenzeitschrift Spotkania.
1980 war Krupski ein Mitglied des Regionalvorstandes von Solidarność in Danzig.
Für seine Tätigkeit wurde er mehrmals schikaniert und erlitt Repressionen durch den geheimen Sicherheitsdienst Służba Bezpieczeństwa. So wurde er in der Zeit des Ausnahmezustandes interniert. Nach seiner Entlassung entführten ihn am 21. Januar 1983 drei Funktionäre der eigenständigen Geheimdienstgruppe Samodzielna Grupa „D“ Departamentu IV MSW in einen Wald im Nationalpark Kampinos, nahe dem Dorf Truskaw, wo er mit ätzender Flüssigkeit verbrannt wurde und infolgedessen Verbrennungen des ersten und zweiten Grades erlitt.
In den Jahren von 1990 bis 1992 leitete Krupski den Verlag Editions Spotkania. 1992–1995 war er Mitglied der Sonderkommission des Sejm zur Untersuchung der Folgen des Ausnahmezustandes in Polen und der Kommission für Verfassungsverantwortung. Seit 1993 leitete er einen eigenen Verlag Krupski i S-ka. Von 2000 bis 2006 war Krupski stellvertretender Präsident des Instituts für Nationales Gedenken (Instytut Pamięci Narodowej, kurz IPN). Seit dem 19. Mai 2006 leitete er das Amt für Angelegenheiten von Kriegsveteranen und Unterdrückten Personen (Urząd do spraw Kombatantów i Osób Represjonowanych).
Krupski wohnte in Grodzisk Mazowiecki in der Woiwodschaft Masowien. Er war Mitglied des Vereins des Freien Wortes (Stowarzyszenie Wolnego Słowa) mit Sitz in Warschau, einem Zusammenschluss von Künstlern, Journalisten, Druckern und Verlegern, die in der ehemaligen Volksrepublik Polen im Untergrund tätig waren.
Am 10. April 2010 gehörte Janusz Krupski zur polnischen Delegation um Staatspräsident Lech Kaczyński, die anlässlich des 70. Jahrestages des Massakers von Katyn zur Gedenkstätte nach Russland reiste. Er kam gemeinsam mit weiteren hochrangigen Staatsvertretern Polens bei dem Flugunfall von Smolensk 2010 ums Leben. Er hinterließ Ehefrau und sieben Kinder.
Postum wurde ihm am 16. April 2010 das Großkreuz des Ordens Polonia Restituta (Krzyż Wielki Orderu Odrodzenia Polski) verliehen.